# Clematis quinquefoliolata
Clematis quinquefoliolata là một loài thực vật có hoa trong họ Mao lương. Loài này được Hutch. mô tả khoa học đầu tiên năm 1907.